# Cécile Jubert
Cécile Jubert, née le 29 décembre 1885 à Sedan et morte en 1979 à Honfleur, est une artiste peintre et graveuse française.

## Biographie
Cécile Jubert naît le 29 décembre 1885 à Sedan.
Jubert est la dernière propriétaire et directrice de l'atelier de l'Académie Julian de la rue du Dragon à Paris, qu'elle vend en 1960. Elle organisa la vie de son élève, Jeannine Hervé (1931-2009), à son arrivée à Paris.
Elle expose au Salon d'hiver en 1944.
Cécile Jubert meurt en 1979 à Honfleur, où elle est inhumée.

## Expositions
- Honfleur, le Grenier à Sel, Entrée du port d'Honfleur.